# Décanal
Le décanal est un composé organique de formule CH3(CH2)8CHO qui fait partie de la famille des aldéhydes gras. Le décanal est naturellement présent dans les agrumes, tout comme l'octanal et le citral ; dans le sarrasin, avec le sinensal, et dans l'huile essentielle de coriandre.

## Synthèse
Le décanal peut être préparé par oxydation du décan-1-ol, avec un complexe trioxyde de chrome-pyridine, en présence de dichlorométhane. 

## Utilisation
Le décanal a une odeur douce et florale qui rappelle l'écorce d'orange. Il est ainsi utilisé comme arôme dans l'industrie agroalimentaire et dans l'industrie de la parfumerie. Il est connu à ce titre pour être un des constituants du célèbre parfum Chanel No 5.